# Weerwater
Weerwater je malo umjetno jezero u Almere Stadu, središnjem okrugu Almerea u pokrajini Flevoland, Nizozemska. Voda i obale koriste se za rekreaciju.
Na i oko Weerwatera, nalaze se skijaška žičara, centar za vodene sportove, osmatračnica, marina, kamp i četiri plaže:
- Atlantisstrand (južna obala)
- Fantasiestrand (jugozapadna obala)
- Lumièrestrand (istočna obala)
- Stedenwijkstrand (zapadna obala)

Jezero je počelo kao pozajmište (jama iskopana zbog uzimanja materijala koji se koristi na drugom mjestu), uzrokovano iskapanjima za Almere Haven i nalazi se sjeverno od Rijkswega 6. Budući da su ova iskapanja uzrokovala stvaranje nove vodene mase unutar poldera, usvojen je naziv niz. Weerwater – opet voda.
Stvarno središte grada Almerea nalazi se direktno na sjevernoj obali, a gradsko kazalište Kunstlinie Almere Flevoland 'lebdi' nad vodom.
Opseg Weerwatera je otprilike 7 km.
Godine 2009. pojavila se ideja da tri lokalno poznata pisca ispričaju priču o gradu Almereu, zbog reportaže niz. Almere, stad met verbeelding – Almere, grad s maštom. Pisci su pozvani da žive u Almereu sa zadatkom da pišu o svom novom prebivalištu. Druga spisateljica Renate Dorrestein svoj je roman nazvala: Weerwater
Godine 2022. hortikulturna izložba Floriade 2022 održava se na južnoj strani jezera, s obje strane autoceste A6.